# Distance épicentrale
La distance épicentrale est, sur un lieu donné, la distance à l’épicentre d’un séisme.

## Unité de mesure
Selon les cas, cette distance est indiquée en km ou en degrés